# Maeda Hideki
Maeda Hideki (Kiotó, 1954. május 13. –) japán válogatott labdarúgó.

## Nemzeti válogatott
A japán válogatottban 65 mérkőzést játszott, melyeken 11 gólt szerzett.

## Statisztika
| Japán válogatott | Japán válogatott | Japán válogatott |
| Időszak          | Mérk.            | gól              |
| ---------------- | ---------------- | ---------------- |
| 1975             | 5                | 1                |
| 1976             | 6                | 1                |
| 1977             | 3                | 0                |
| 1978             | 7                | 1                |
| 1979             | 9                | 3                |
| 1980             | 11               | 3                |
| 1981             | 11               | 0                |
| 1982             | 3                | 0                |
| 1983             | 7                | 2                |
| 1984             | 3                | 0                |
| Összesen         | 65               | 11               |